# Tettigonia quinquepunctata
Tettigonia quinquepunctata är en insektsart som beskrevs av Taschenberg 1884. Tettigonia quinquepunctata ingår i släktet Tettigonia och familjen dvärgstritar. Inga underarter finns listade i Catalogue of Life.